# Attirance interdite

Attirance interdite (Wuthering High) est un téléfilm américain réalisé par Anthony DiBlasi, diffusé le 14 mars 2015 sur Lifetime.

## Synopsis
Cathy Earnshaw, une lycéenne, appartient à la jeunesse dorée des Heights, à Los Angeles. Mais sa vie a basculé lorsqu'elle a découvert le cadavre de sa mère, qui s'est suicidée. Puis, lorsqu'elle a été mise au ban pour être sortie avec le petit ami de sa meilleure amie, Ellen, seul Eddie Linton, un garçon très amoureux d'elle, et sa sœur Bella restent à ses côtés. Depuis, elle se rebelle contre ce système et passe plus de temps à dessiner qu'en cours. C'est alors que son père décide de recueillir Heath, le fils d'une de ses employées, dont toute la famille vient d'être expulsée. Une relation passionnelle unit bientôt Cathy et Heath. Mais celui-ci refuse de s'intégrer au milieu aisé de ses bienfaiteurs et enchaîne bagarres et incidents violents… Ce qui plaît à Cathy en rejet du système.

## Fiche technique
- Titre original : Wuthering High
- Réalisation : Anthony DiBlasi (en)
- Scénario : Delondra Williams, d'après l'œuvre d'Emily Brontë
- Musique : Chris Ridenhour
- Durée : 88 minutes
- Date de diffusion :
  -  France : 5 octobre 2015 sur TF1

## Distribution
- Francesca Eastwood (VF : Émilie Marié) : Ellen
- Paloma Kwiatkowski (en) (VF : Camille Donda) : Cathy Earnshaw
- James Caan (VF : Georges Claisse) : M. Earnshaw
- Andrew Jacobs (VF : Gauthier Battoue) : Heath
- Sean Flynn (VF : Adrien Larmande) : Lee Earnshaw
- Randy Shelly : Kenneth
- Yvonne DeLaRosa (en) : Zillah
- Grace Mondics : Jane
- Carl Gilliard (VF : Jean-Paul Pitolin) : M. Josephs

- Version française
  - Studio de doublage : Deluxe Media Paris
  - Direction artistique : Christine Bellier
  - Adaptation des dialogues : Marie-Christine Chevalier

 Selon le carton du doublage français télévisuel.

## Accueil
Le téléfilm a été vu par 778 000 téléspectateurs lors de sa première diffusion.